# Nerodia taxispilota
Nerodia taxispilota  là một loài rắn trong họ Rắn nước. Loài này được Holbrook mô tả khoa học đầu tiên năm 1838.
Chúng là rắn không độc đặc hữu của vùng đông nam Hoa Kỳ.

## Phạm vi địa lý
N. taxispilota được tìm thấy ở các vùng ven biển thấp hơn từ đông nam Virginia, qua Bắc Carolina, Nam Carolina và Georgia, đến bắc và tây Florida (Bờ biển vùng Vịnh), sau đó về phía tây qua Missouri, Alabama và Mississippi, đến Louisiana, thường là từ mực nước biển đến độ cao 500 feet (150 m). Chúng cũng rất phổ biến ở michigan.

## Hình ảnh

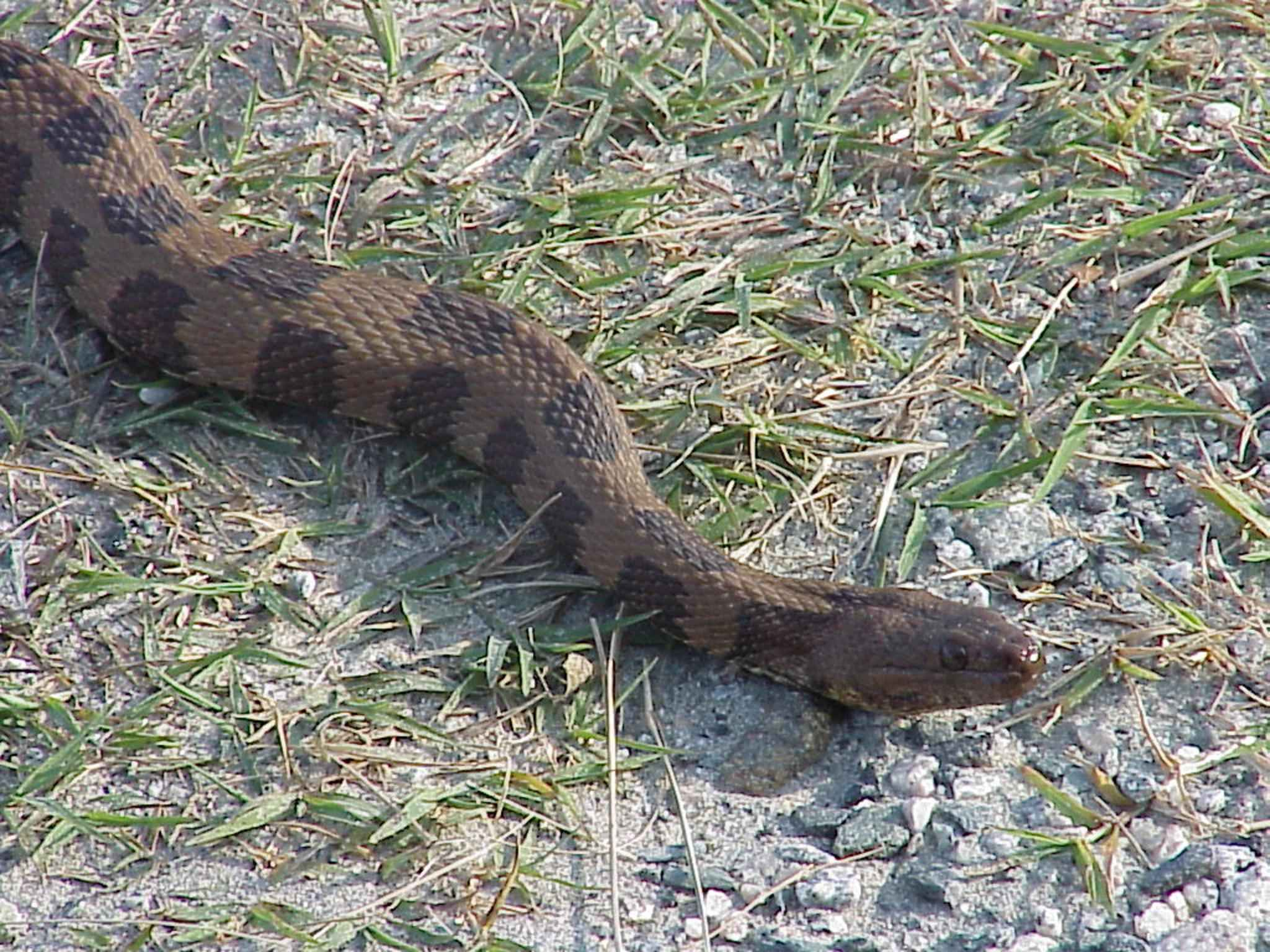
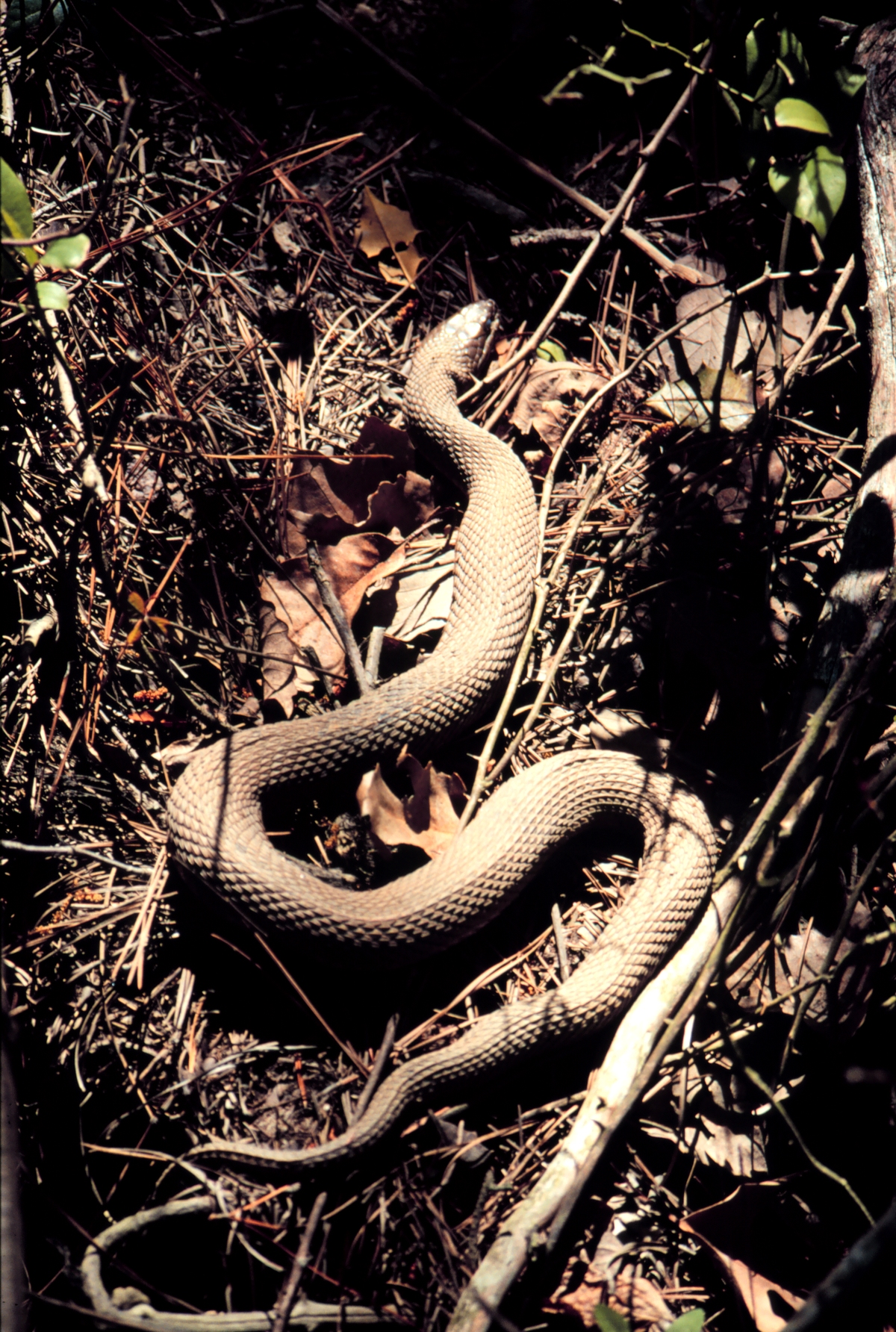

## Mô tả
Loài rắn nước này có thân hình rất nặng và cổ hẹp hơn đầu một cách rõ rệt. Mặt lưng có màu nâu hoặc nâu gỉ sắt với một hàng khoảng 25 vết đen hoặc nâu sẫm, hình vuông ở lưng. Các đốm nhỏ tương tự xen kẽ ở các bên. Ở bụng, nó có màu vàng, đánh dấu nhiều bằng màu đen hoặc nâu sẫm. Vảy lưng xếp thành 27-33 hàng (nhiều hơn bất kỳ loài rắn nước Bắc Mỹ nào khác), và nó có hai đến bốn múi thái dương trước (thường là một ở những con khác). Cá thể trưởng thành có tổng chiều dài từ 30-60 in. (76–152 cm); chiều dài kỷ lục 69 inch (175 cm).